# Beleznay Antal
Beleznay Antal (Jászberény, 1857. január 13. – Budapest, 1915. szeptember 26.) magyar karnagy, zeneszerző, polgári iskolai tanár.

## Élete és munkássága
Beleznay Antal, Jászberény főkántora és Szele Johanna fiaként született. Elemi iskolába és gimnáziumba szülővárosában járt. Zenei tehetségét édesapjától örökölte, Jászberényben Riszner József és Bastl József karmesterektől tanult. Egerben szerezte tanítói oklevelét, az 1870-es évektől szülővárosában tanított. 1888-ban került Jászberényből Nagyváradra, ahol polgári iskolai énektanár és 1897-től haláláig székesegyházi karnagy volt. Az ő általa 1878-ban újjászervezett jászberényi dalkörrel (Palotásy Dalárda) 1880-ban elnyerte a kolozsvári ezüst babérkoszorút. 1884-ben a miskolci országos dalosversenyen és az 1886. augusztus 11 és 15. közötti pécsi országos dalünnepen is részt vettek, utóbbin Beleznay már Riszner Józseffel együtt vezette a dalosokot. Végül 1894-ben vált meg a kórustól. Megzenésítette Endrődi Sándor kuruc dalait és több más magyar költő verseit. Ezen kívül két misét és néhány egyházi művet, valamint zongoraműveket és kórusműveket is írt. Dalai: A lehulló csillagok; Sárga dinnye levele; Sóhajtva nézek az égre; Két gyöngye van a falunak; Költözik a darumadár stb. Összeállított egy iskolai énekgyűjteményt, amely többször is kiadtak, ezen kívül az alap- és középfokú ének- és zeneoktatásban fontos tankönyveket és más segédkönyveket írt és szerkesztett. Tiszteletére 1915 januárjában országos Beleznay-ünnepségeket tartottak.

## Emlékezete
Jászberényben utca viseli a nevét, szülőháza (Bercsényi utca 33.) homlokzatán emléktáblát állíttatott a Jászberényi Keresztény Nőegylet.

## Írásai
- Gyakorlati énektan (Nagyvárad, 1888)
- 20. századi magyar zene. (Nagyvárad [folyóirat], 1900)
- Gyermekdalok elemi leányiskolák számára. (Budapest, 1900)
- Gyakorlati énektan. Elméleti részekkel és dalokkal. Polgári és felsőbb leányiskolák számára. 1–2. rész. (Budapest, 1903; 5. kiadás 1912; 6. kiadás 1920; az 1. rész átdolgozott 3. kiadása 1908; a 2. rész átdolgozott 2. kiadása 1908)